# Bảo tàng Nghệ thuật Hiện đại Quốc gia Tokyo

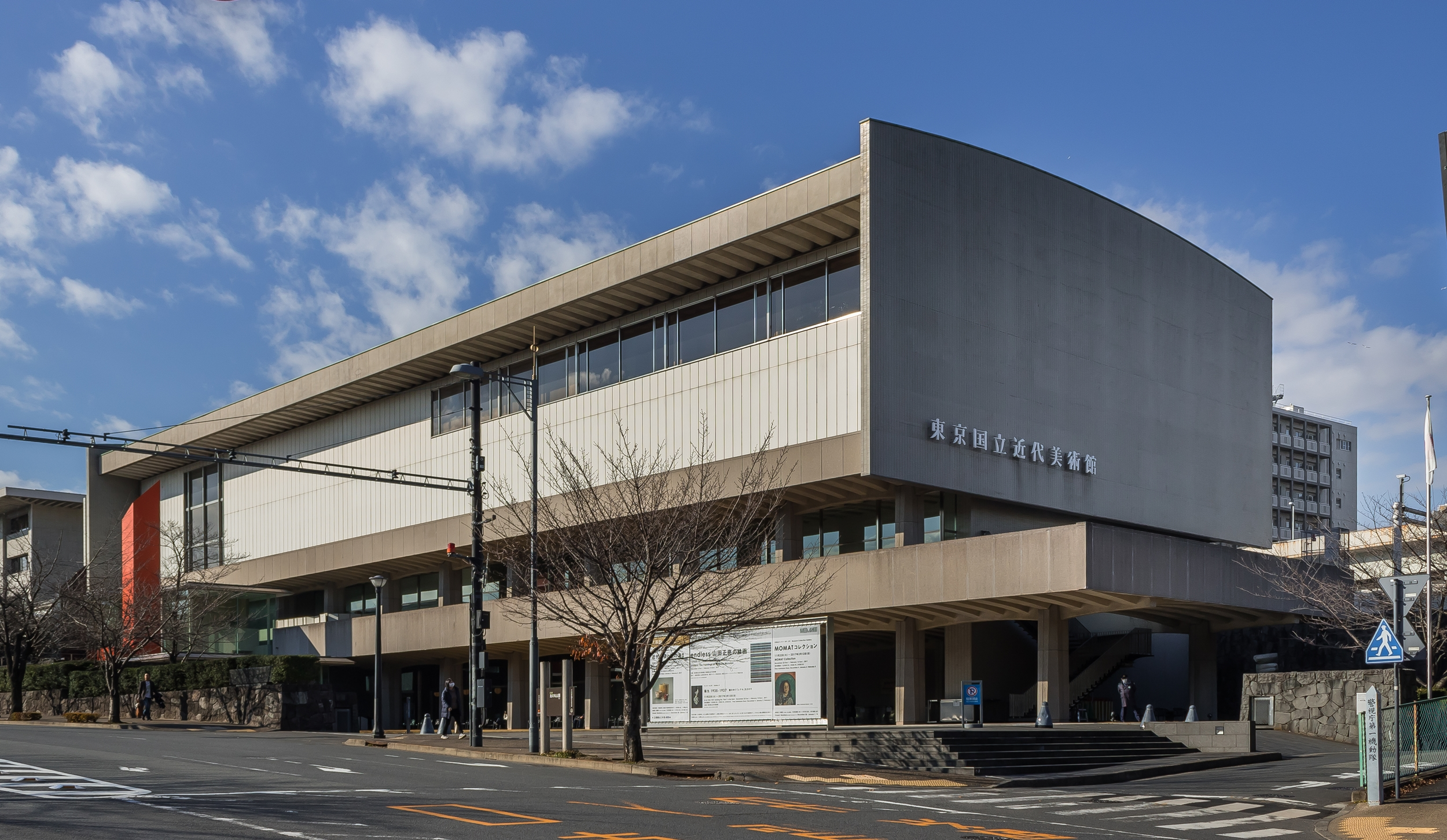
Bảo tàng Nghệ thuật Hiện đại Quốc gia Tokyo

Bảo tàng Nghệ thuật Hiện đại Quốc gia Tokyo (tiếng Nhật: 東京国立近代美術館, Tōkyō Kokuritsu Kindai Bijutsukan) là bảo tàng sưu tầm và trưng bày những tác phẩm nghệ thuật hiện đại của Nhật Bản.
Tên tiếng Anh của bảo tàng này là National Museum of Modern Art, Tokyo (viết tắt là MoMAT). Bảo tàng này nổi tiếng với các bức tranh thế kỷ 20, bao gồm cả những tác phẩm theo phong cách phương Tây cũng như dòng tranh Nihonga.